# Corbatí

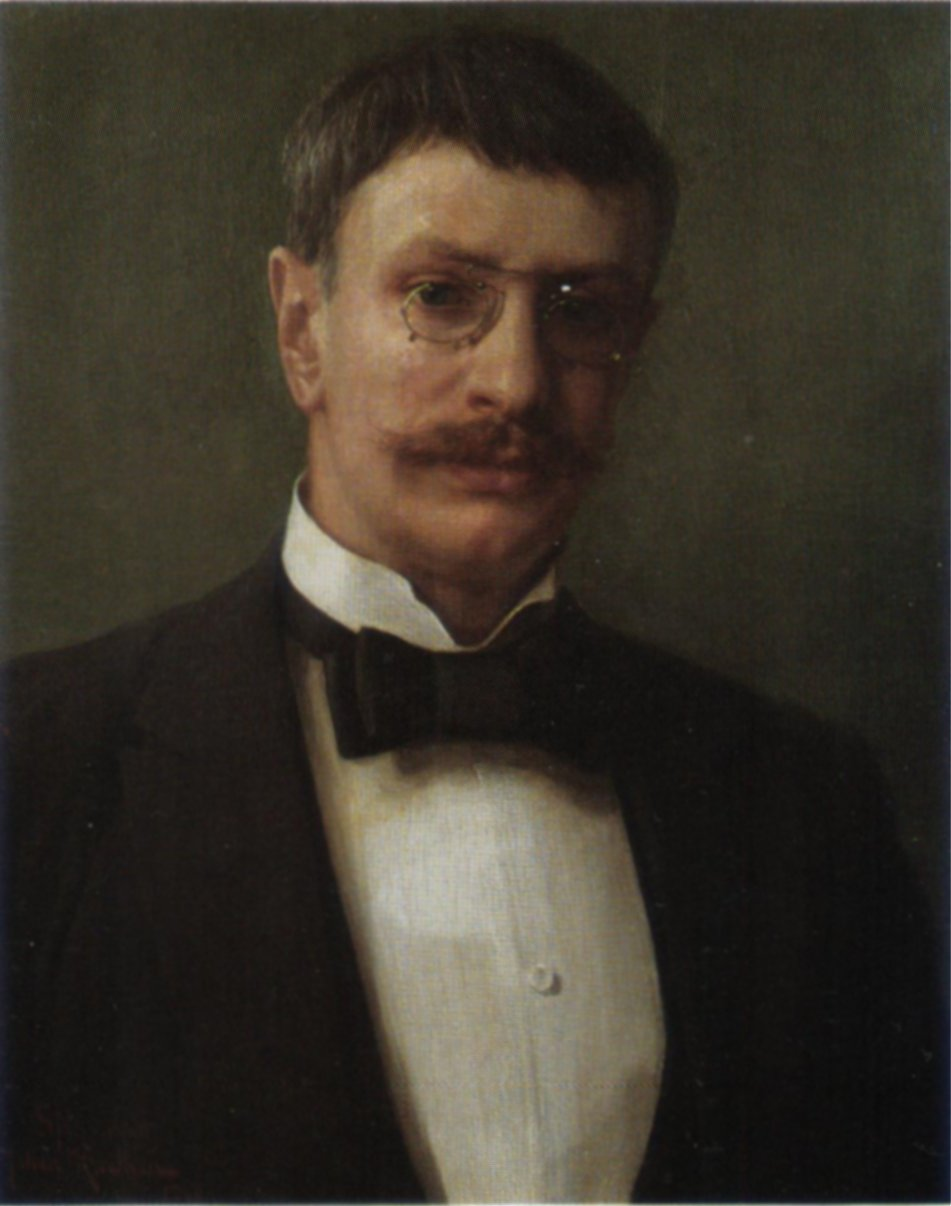
Home amb corbata de llacet

El corbatí o corbata de llacet és un accessori de la indumentària masculina usat habitualment amb vestimenta formal, com tern o esmòquing. Consisteix en una cinta de tela lligada al voltant del coll de manera simètrica de tal manera que els extrems oposats formen dos llaços. També són disponibles els corbatins prèviament lligats en les quals el llaç es cus per donar-li la seva forma distintiva i la cinta al voltant del coll s'uneix gràcies a un clip. Els corbatins, com les corbates, es poden fer de seda, polièster, cotó, o una barreja de teixits, tot i que algunes teles són molt menys habituals per als corbatins que per a les corbates. També es coneix com a corbata de llaç, llacet o nus/llaç (de) papallona.

## Origen i història
La corbata de llacet va nàixer entre mercenaris croats durant les guerres prussianes del segle xvii: els croats van utilitzar una bufanda al voltant del coll per lligar l'obertura de les seues camises. Aquest mètode va ser adoptat aviat per les classes altes a França (llavors un país principal en el camp de la moda) i es va estendre al llarg dels segles xviii i xix. Es va anomenar cravat, terme possiblement procedent de croat, d'on deriva corbata. El famós escriptor francès Honoré de Balzac fins i tot va escriure un llibre sobre el tema. És incert si el mocador llavors es va convertir en corbatí i corbata o si el mocador va donar lloc al corbatí o aquest al seu torn va conduir a la corbata.
Al Principat el corbatí fou peça de vestir característica de la intel·lectualitat catalanista fins a la imposició del franquisme, que el considerava separatista.